# Vifhusen (Lübecker Adelsgeschlecht)

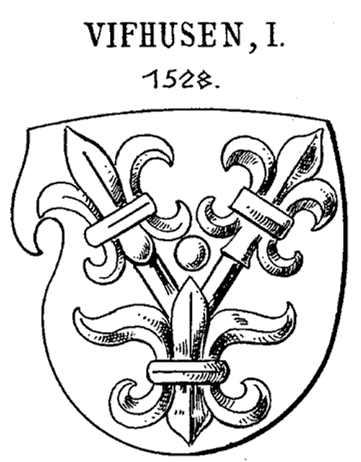
Wappen derer von Vifhusen bei Johann Siebmacher

Vifhusen (auch: Viefhusen, Viffhusen, Vyffhausen o. ä.; lateinisch: de quinque domibus) ist der Name eines Lübecker Patrizier- und Adelsgeschlechts.
Die hier behandelte Familie ist von dem gleichnamigen, aber wappenverschiedenen und nichtverwandten westfälischen Adelsgeschlecht Vifhusen zu unterscheiden.

## Geschichte
Das hier behandelte Geschlecht stammt aus Lübeck, wo es bereits 1225 mit Hermann von Vifhusen ein Ratsmitglied stellte. Die Überlieferung, dass die Familie bereits seit 1173 in Lübeck erscheint, ist dagegen wohl ein Fehler. Im weiteren Verlauf des 13. Jahrhunderts folgten mit Gerhard von Vifhusen, 1250 und 1253 Ratsmitglied, und Vromold von Vifhusen, zwischen 1257 und 1292 vielfaches Ratsmitglied, 1257 und 1259 Kämmereiherr sowie 1271 und 1286 Bürgermeister, zwei weitere hochangesehene Familienmitglieder in Lübeck. Vromold von Vifhusen war um 1282 im Auftrag des Lübecker Rats beim dänischen König und 1285 beim norwegischen König. 1286 verkaufte er das Haus Holstenstraße 6, 1288 zwei Grundstücke von Hinter der Burg 11–15. Im selben Jahr erwarb er das Haus Mengstraße 18. Außerdem besaß er das Haus Breite Straße 59. Er selbst wohnte im Haus Breite Str. 46, das seine Witwe 1295 verkaufte.
Diedrich von Fünffhausen war 1296 Kanoniker in Schwerin.
Die Familie kam auch nach Livland. Fromhold von Vifhusen († 1369) war zunächst Prior des Erzstifts zu Riga. 1348 wurde er dortiger Erzbischof. 1357 erbaute er das erzbischöfliche Schloss Serben. Sein Bruder Johannes von Vifhusen war Domherr zu Dorpat und wurde 1346 Bischof von Dorpat. Ein weiterer Bruder war Ritter Engelbert von Vifhusen. Thidericus Vifhusen war 1352 Propst der Kirche zu Dorpat. Woldemar de Vifhusen erscheint 1362 als Vasall der Kirche zu Riga. 1385 war ein V. von Vifhusen Domherr in Dorpat. Wolmar und Hans Vifhusen kauften 1451 ein Gut in Wierland. Carl Vifhusen († 1495) erscheint 1457 zu Dorpat. Seine Söhne hießen Hans, der vor 1501 Hof und Dorf Tammanpeh/Tammenpee und Stackelberghof kaufte und 1499 den Berghoff besaß, und Bartholomäus. Letzteren Söhne Johann, Peter und Eylert verkauften 1515 die Dörfer Groß- und Klein-Kloküll (Koik) im Kirchspiel Anssen. Diedrich Vifhusen besaß das Dort Kitzejerme (jetzt Megel). Sein Sohn Reinhold Vifhusen verkaufte es 1511/1512. Ferner erscheinen 1528 Jürgen Dietrichsohn und 1551 Diedrich Diedrichsohn Vifhusen. Zum Ende der herrenmeisterlichen Periode besaß Theodor Vifhusen das Gut Igart, das im König Stephan von Polen nahm und es Reinhold Hörling 1585 gegen dessen Gut Jerow vertauschte. Im Baltikum erlosch die Familie Vifhusen um 1600.

## Persönlichkeiten
- Fromhold von Vifhusen († 1369), 1348–1369 Erzbischof von Riga
- Gerhard von Vifhusen, 1250 und 1253 Lübecker Ratsmitglied
- Hermann von Vifhusen, 1225 Lübecker Ratsmitglied
- Johannes von Vifhusen, ab 1346 Bischof von Dorpat, Bruder von Fromhold von Vifhusen
- Vromold von Vifhusen, 1257 und 1259 Lübecker Kämmerer, zwischen 1257 und 1292 vielfaches Lübecker Ratsmitglied, 1271 und 1286 Lübecker Bürgermeister (Ratslinie Nr. 201)

## Wappen
Für die Familie sind drei Wappenformen bekannt: Eine erste Variante, die sich als Siegel des Jürgen Vifhusen von 1528 findet, zeigt einen Schild in dem zwei Lilien an schrägauswärts gelehnten Stäben aus einer dritten Lilie hervorgehen, dazwischen eine Kugel. Eine zweite Variante ähnelt der ersten. Die Stäbe sind hier als Stengel mit Blättern dargestellt. Auf dem Helm drei Lilien an Blätterstielen. Eine dritte Variante zeigt im blauen Schild drei (2:1) goldene Lilien. Auf dem blau-golden bewulsteten Helm ein doppelter Pfauenschweif, beiderseits mit einer halben goldenen Lilie beheftet. Die Helmdecken sind blau-golden.
Die Lilie findet sich auch auf Münzen, die von Johannes Vifhusen, Bischof von Dorpat, geprägt wurden.

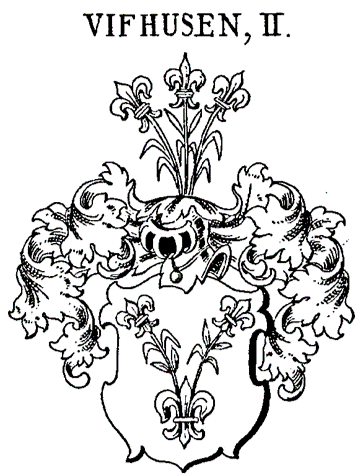
Alternatives Wappen derer von Vifhusen bei Johann Siebmacher
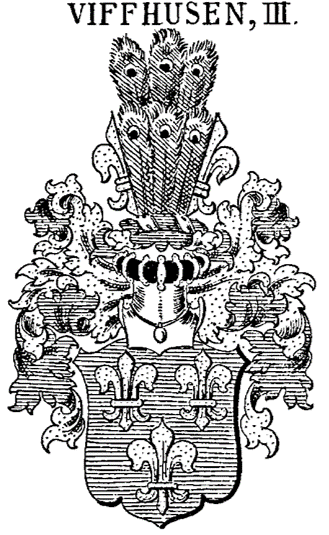
Alternatives Wappen derer von Vifhusen bei Johann Siebmacher
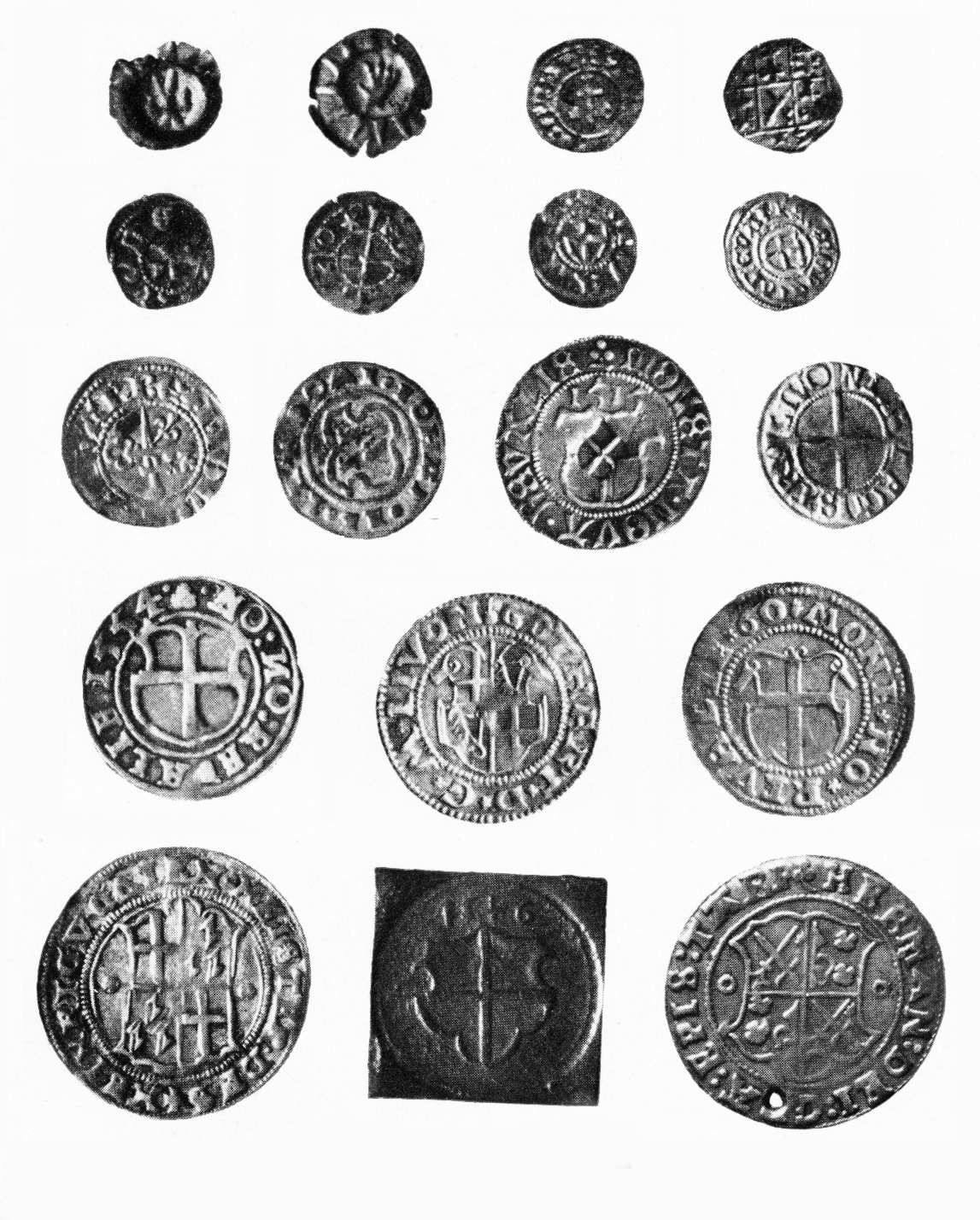
Münze Nr. 9 von Johannes Vifhusen, Bischof von Dorpat

## Sonstiges
Die Lübecker Altstadt-Straße Fünfhausen ist nach der Familie benannt, deren großer Grundbesitz an der südwestlichen Seite (zur Mengstraße hin) gelegen war.